# エリック・スポールストラ
エリック・ジョン・スポールストラ（Erik Jon Spoelstra, 1970年11月1日 - ）は、アメリカ合衆国のバスケットボールコーチ。イリノイ州エバンストン出身。アメリカ男子プロバスケットボールリーグNBAのマイアミ・ヒートのヘッドコーチ。フィリピン系アメリカ人。アジア系のアメリカ人としては北米メジャープロスポーツの初めての監督であり 、NBA優勝ヘッドコーチとしても初めてである。

## 経歴
ニューヨーク州バッファロー、オレゴン州ポートランドで1970年代終わりを過ごした。オレゴン州ビーバートンの高校ではポイントガードを務めた。当時及び大学での背番号は、ポートランド・トレイルブレイザーズのテリー・ポーターと同じ30番であった。高校の最終学年にニュージャージー州プリンストンで行われたナイキ・オールスターキャンプに参加、将来のNBAスターとなるアロンゾ・モーニング、ショーン・ケンプ、ボビー・ハーレイもこのキャンプに参加していた。
地元のポートランド大学から奨学金のオファーを受けて進学、1989年、488アシストをあげてウェスト・コースト・カンファレンスの最優秀新人選手に選ばれた。彼は4年間先発ポイントガードを務め、1000得点をあげ、平均9.2得点、4.4アシスト、2.4リバウンドを記録した。また、いくつかの大学記録を作った。1990年、カンファレンストーナメントでのロヨラ・メリーマウント大学戦でハンク・ギャザーズが心臓発作で倒れて亡くなった際、すぐそばにいた。1992年にコミュニケーションの学位を取得して大学を卒業した。
大学を卒業後、ドイツのヴェストファーレンにあるプロバスケットボールチームで2年間選手兼アシスタントコーチを務めた。2シーズンプレーした後、手術を行った。1995年、別のチームから2年契約のオファーをもらったが、NBAのマイアミ・ヒートからビデオコーディネーター就任のオファーを受けたため、断った。
1997年から2008年までパット・ライリー、スタン・ヴァン・ガンディのもとで、マイアミ・ヒートのアシスタントコーチを務め、ライリーの指名を受けて、2008年、マイアミ・ヒートのヘッドコーチに昇格。2012年と2013年にヒートをNBAチャンピオンに導いた。

## ヘッドコーチ成績
| チーム | シーズン | G     | W   | L   | W–L% | シーズン結果      | PG  | PW  | PL | PW–L% | 最終結果                 |
| ------ | -------- | ----- | --- | --- | ---- | ----------------- | --- | --- | -- | ----- | ------------------------ |
| MIA    | 2008–09  | 82    | 43  | 39  | .524 | サウスウェスト3位 | 7   | 3   | 4  | .429  | 1回戦敗退                |
| MIA    | 2009–10  | 82    | 47  | 35  | .573 | サウスウェスト3位 | 5   | 1   | 4  | .200  | 1回戦敗退                |
| MIA    | 2010–11  | 82    | 58  | 24  | .707 | サウスウェスト1位 | 21  | 14  | 7  | .667  | NBAファイナル敗退        |
| MIA    | 2011–12  | 66    | 46  | 20  | .697 | サウスウェスト1位 | 23  | 16  | 7  | .696  | NBAチャンピオン          |
| MIA    | 2012–13  | 82    | 66  | 16  | .805 | サウスウェスト1位 | 23  | 16  | 7  | .696  | NBAチャンピオン          |
| MIA    | 2013–14  | 82    | 54  | 28  | .659 | サウスウェスト1位 | 20  | 13  | 7  | .650  | NBAファイナル敗退        |
| MIA    | 2014–15  | 82    | 37  | 45  | .451 | サウスウェスト3位 | —   | —   | —  | —     | プレーオフ進出ならず     |
| MIA    | 2015–16  | 82    | 48  | 34  | .585 | サウスウェスト1位 | 14  | 7   | 7  | .500  | カンファレンス準決勝敗退 |
| MIA    | 2016–17  | 82    | 41  | 41  | .500 | サウスウェスト3位 | —   | —   | —  | —     | プレーオフ進出ならず     |
| MIA    | 2017–18  | 82    | 44  | 38  | .537 | サウスウェスト1位 | 5   | 1   | 4  | .200  | 1回戦敗退                |
| MIA    | 2018–19  | 82    | 39  | 43  | .476 | サウスウェスト3位 | —   | —   | —  | —     | プレーオフ進出ならず     |
| MIA    | 2019–20  | 73    | 44  | 29  | .603 | サウスウェスト1位 | 21  | 14  | 7  | .667  | NBAファイナル敗退        |
| MIA    | 2020–21  | 72    | 40  | 32  | .556 | サウスウェスト2位 | 4   | 0   | 4  | .000  | 1回戦敗退                |
| MIA    | 2021–22  | 82    | 53  | 29  | .646 | サウスウェスト1位 | 18  | 11  | 7  | .611  | カンファレンス決勝敗退   |
| MIA    | 2022–23  | 82    | 44  | 38  | .537 | サウスウェスト1位 | 23  | 13  | 10 | .565  | NBAファイナル敗退        |
| MIA    | 2023–24  | 82    | 46  | 36  | .561 | サウスウェスト2位 | 5   | 1   | 4  | .200  | 1回戦敗退                |
| 通算   | 通算     | 1,277 | 750 | 527 | .587 |                   | 189 | 110 | 79 | .582  |                          |

## 人物
- 父親のジョン・スポールストラは、ポートランド・トレイルブレイザーズ、デンバー・ナゲッツ、ニュージャージー・ネッツのエクゼクティブだった[3]。
- パット・ライリーにより雇われアシスタントとして長い在任期間を有する。それだけにパット・ライリーの戦術・戦略・チーム運営を最も良く理解するスタッフの一人である。
- フィリピンに縁があることもあり、オフシーズンは毎年フィリピンを訪れ、マニラなどでバスケットボールクリニックを開催している。